# Apanteles maynei
Apanteles maynei är en stekelart som beskrevs av De Saeger 1941. Apanteles maynei ingår i släktet Apanteles och familjen bracksteklar. Inga underarter finns listade i Catalogue of Life.